# Сборная Фиджи по регби-7

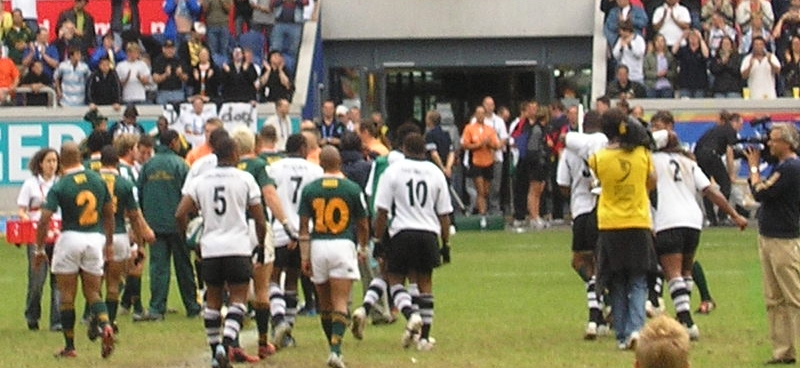
Сборная Фиджи после победы над сборной ЮАР в финале Кубка Мира 2005 года.

Сборная Фиджи по регби-7 — национальная регбийная сборная, которая представляет Фиджи в соревнованиях по регби-7. Фиджийская сборная является одной из самых популярных и сильнейших сборных по регби-7 в мире. Удерживает рекорд по количеству побед в одном из самых популярных турниров Мировой серии по регби-7 — Hong Kong Sevens — 12 раз с момента его основания в 1976 году. Фиджийцы также дважды выигрывали чемпионат мира — в 1997 и 2005 годах (оба розыгрыша проходили в Гонконге).
Сборная Фиджи является четырёхкратным победителем Мировой серии: благодаря победе в сезоне 2015/2016 она обеспечила себе прямую путевку на Олимпийские игры 2016 года, а 12 августа на олимпийском турнире в Рио-де-Жанейро фиджийцы переиграли сборную Великобритании в финале мужского регбийного турнира со счетом 43:7, благодаря чему завоевали первую в истории Фиджи олимпийскую медаль. В 2021 году на Олимпиаде в Токио фиджийцы повторили свой успех, выиграв второе «золото» подряд: в финале была обыграна Новая Зеландия.

## История
Первым успехом сборной Фиджи по регби-7 стал выигрыш в 1977 году традиционного турнира, который позже был включен в Мировой серии регби-7 — Hong Kong Sevens, в финале которого «островитяне» обыграли сборную Марлборо. В чемпионатах мира фиджийская сборная дебютировала в 1993 году и дважды становилась победителем — в 1997 и 2005 годах. Трижды — в 2001, 2005 и 2009 годах, фиджийская сборная по регби-7 становилась победителем Всемирных игр — крупнейшего международного соревнования по видам спорта, которые не входят в программу Олимпийских игр.
С 2000 года сборная Фиджи принимает участие в Мировой серии по регби-7 — ежегодной серии турниров, которые проводит Международный совет регби. Дебютный сезон оказался убыточным для Регбийного союза Фиджи, и уже в декабре 2000 года руководители регбийного союза заявили о наличии долгов на сумму 933 306 фиджийских долларов. Фиджийцы обратились к Международному регбийному союзу с просьбой о финансовой помощи, утверждая, что весь розыгрыш был построен вокруг их национальной сборной. Международный союз прислушался к просьбам и оказал необходимую финансовую помощь. Это позволило сборной из островного страны не только продолжить выступления в мировой серии, а фиджийскому регбийному союзу получить прибыль в сумме 560 311 фиджийских долларов, по сравнению с убытком прошлого года 675 609 долларов.
В 2001 году правительство Австралии отказало в визам игрокам сборной Фиджи, ехавшим на этап Мировой серии в Брисбен, после грянувшего в стране государственного переворота год тому назад. Международный совет регби расценил подобные действия как неприемлемые и объявил об отмене этапа в Брисбене.
Одним из лучших игроков мира по регби-7 признан бывший игрок сборной Фиджи Вайсале Сереви. Сереви, выступавший за сборную с 1989 по 2006 год, получил прозвище «Маэстро», и был лидером сборной на всех международных турнирах, с двумя победными Кубками мира в 1997 и 2005 годах. В 2005—2007 годах выполнял роль сначала играющего, а затем главного тренера, и привел сборную к победе в Мировой серии 2005—2006 годов. В 2012 году Вайсале Сереви был включён в Зал славы Международного совета регби.

## Выступления на международных соревнованиях

### Летние Олимпийские игры
С 2016 года турнир по регби-7 является частью программы Олимпийских игр: сборная Фиджи, принимавшая участие в Олимпиадах в Рио и в Токио, оба раза выиграла олимпийское золото.
| 2016        | Победители | 1   | 6  | 6  | 0 | 0 |
| 2020        | Победители | 1   | 6  | 6  | 0 | 0 |
| 2024        | Финалисты  | 2   | 6  | 5  | 1 | 0 |
| Выступления | 2 титула   | 2/3 | 18 | 17 | 1 | 0 |

### Кубок мира по регби-7
Сборная Фиджи дважды выигрывала Кубок мира по регби-7 — впервые в 1997 году, второй раз в 2005 году.
| 1993        | Полуфинал     | 3   | 9  | 7  | 2 | 0 |
| 1997        | Победа        | 1   | 7  | 7  | 0 | 0 |
| 2001        | Полуфинал     | 3   | 7  | 6  | 1 | 0 |
| 2005        | Победа        | 1   | 8  | 8  | 0 | 0 |
| 2009        | Четвертьфинал | 5   | 4  | 3  | 1 | 0 |
| 2013        | Третье место  | 3   | 6  | 4  | 2 | 0 |
| 2018        | Полуфинал     | 4   | 4  | 2  | 2 | 0 |
| Выступления | 2 титула      | 6/6 | 41 | 35 | 6 | 0 |

### Мировая серия
| 1999/00     | 2-е      | 10  | 180  |
| 2000/01     | 3-е      | 9   | 124  |
| 2001/02     | 4-е      | 11  | 122  |
| 2002/03     | 3-е      | 7   | 94   |
| 2003/04     | 4-е      | 8   | 84   |
| 2004/05     | 2-е      | 7   | 88   |
| 2005/06     | 1-е      | 8   | 144  |
| 2006/07     | 2-е      | 8   | 128  |
| 2007/08     | 4-е      | 8   | 98   |
| 2008/09     | 2-е      | 8   | 102  |
| 2009/10     | 4-е      | 8   | 108  |
| 2010/11     | 4-е      | 8   | 122  |
| 2011/12     | 2-е      | 9   | 161  |
| 2012/13     | 3-е      | 9   | 121  |
| 2013/14     | 3-е      | 9   | 144  |
| 2014/15     | 1-е      | 9   | 164  |
| 2015/16     | 1-е      | 10  | 181  |
| 2016/17     | 3-е      | 10  | 150  |
| 2017/18     | 2-е      | 10  | 180  |
| 2018/19     | 1-е      | 10  | 186  |
| Выступления | 4 титула | 176 | 2681 |

## Состав
Игроки, принимавшие участие в Мировой серии по регби-7 сезона 2018/19.
Главный тренер:  Гарет Бэйбер 
 Менеджер:  Джон Ниуруа 
 Тренер по физподготовке: Уильям Кунг
| Игрок               | Позиция    | Дата рождения             | Рост | Вес | Клуб                      |
| ------------------- | ---------- | ------------------------- | ---- | --- | ------------------------- |
| Наполиони Болака    | Защитник   | 20 ноября 1996 (28 лет)   | 178  | 90  |                           |
| Терио Веилава       | Защитник   |                           |      |     |                           |
| Бени Вота           | Защитник   | 19 марта 1992 (33 года)   | 177  | 82  | Табадаму                  |
| Мели Дереналаги     | Защитник   | 26 ноября 1998 (26 лет)   | 190  | 84  | Военно-морские силы Фиджи |
| Ливаи Иканикода     | Защитник   | 30 октября 1989 (35 лет)  | 175  | 93  | Полиция Фиджи             |
| Севулони Мокенакаги | Защитник   | 29 июня 1990 (35 лет)     | 195  | 100 | Сува                      |
| Аласио Надува       | Защитник   | 25 июня 1990 (35 лет)     | 165  | 78  | Вооружённые силы Фиджи    |
| Уаиси Накуку        | Защитник   | 24 мая 1993 (32 года)     | 170  | 83  | Уэстфилд                  |
| Аменони Насиласила  | Защитник   | 8 февраля 1992 (33 года)  | 173  | 88  | Рату Филисе               |
| Ватемо Равоувоу     | Защитник   | 31 июля 1990 (34 года)    | 175  | 89  | Рева                      |
| Исоа Табу           | Защитник   | 12 июня 1993 (32 года)    | 191  | 96  |                           |
| Джерри Туваи        | Защитник   | 23 марта 1989 (36 лет)    | 159  | 79  | Ньютаун                   |
| Асаэли Туивуака     | Защитник   | 22 декабря 1995 (29 лет)  | 175  | 96  |                           |
| Вилимони Ботиту     | Нападающий | 15 июня 1998 (27 лет)     | 170  | 80  | Навака                    |
| Джосуа Вакурунабили | Нападающий | 12 апреля 1994 (31 год)   | 189  | 96  |                           |
| Паула Дранисинукула | Нападающий | 23 сентября 1989 (35 лет) | 187  | 97  | Вооружённые силы Фиджи    |
| Апениса Какаубалаву | Нападающий | 14 марта 1993 (32 года)   | 189  | 91  | Табадаму                  |
| Месулами Кунавула   | Нападающий | 31 октября 1995 (29 лет)  | 195  | 98  | Надрога                   |
| Калионе Насоко      | Нападающий | 2 декабря 1990 (34 года)  | 195  | 104 | Ясава                     |
| Аминиаси Туимаба    | Нападающий | 26 марта 1995 (30 лет)    | 177  | 76  | Вооружённые силы Фиджи    |

## Все тренеры
- Рату Китионе Туибуа (1990—1991)[6]
- Тевита Ваининголо
- Томаси Сама (2001)
- Джосатеки Совау
- Алиферети Каванибука
- Пени Вейдреяки
- Рупени Равону
- Санивалати Лаулау (—2004)
- Паулиаси Табулуту (2004—2005)
- Уэйн Пивак (2005)[7]
- Вайсале Сереви (2005—2007; 2008—2009)
- Джо Савоу
- Алиферети Дере[англ.] (2010—2013)
- Рату Китионе Весикула
- Этувате Ванга
- Бен Райан[англ.] (2013—2016)
- Гарет Бэйбер (2016—н.в.)

## Форма
| Основная (классика) | Гостевая (классика) | Третья (классика) | Основная (2020) | Гостевая (2020) |